# Argyrogrammana stilbe
Argyrogrammana stilbe is een vlindersoort uit de familie van de prachtvlinders (Riodinidae), onderfamilie Riodininae.
Argyrogrammana stilbe werd in 1824 beschreven door Godart.